# Seulo
Seulo (en sard, Seulu) és un municipi italià, dins de la província de Sardenya del Sud. L'any 2007 tenia 1.023 habitants. Es troba a la regió de Barbagia di Seùlo. Limita amb els municipis d'Aritzo (NU), Arzana (OG), Gadoni (NU), Sadali, Seui (OG) i Villanova Tulo.

## Administració
| Període | Identitat      | Partit        |
| ------- | -------------- | ------------- |
| 2006-   | Dionigi Murgia | Llista cívica |